# 港太郎
港 太郎（みなと たろう）は、日本のキックボクシング選手。神奈川県川崎市出身。元MA日本キックボクシング連盟ミドル級王者、元UKF世界ミドル級王者。
2023年現在も、港太郎の意思を引継ぐ友人達によって、港太郎が開設した「府中ムエタイクラブ」が運営されている。（東京都府中市の東府中駅前）

## 来歴・人物
中学生で佐山聡が主宰するスーパータイガージムに入門。高校卒業後にムエタイ修行を経て山木ジムに入門。1991年5月にMA日本キックでプロデビュー。1992年にキックVS空手対決として村上竜司と激闘を展開し話題となり、同年にMA日本ミドル級王者に上り詰めた。以降、シュートボクシングのエース吉鷹弘やK-1の金泰泳、ラモン・デッカーやマンソン・ギブソンといった海外の強豪、ムエタイのチャンピオンやランカーたちと名勝負を重ねる。1999年12月24日、2度の激闘を繰り広げた吉鷹弘とエキシビジョンマッチを行い引退。キックを引退した後は総合格闘技に転向し2005年までリングス、パンクラス、DEMOLITION等でも活躍した。
引退後、府中ムエタイクラブを創設し代表を務めていたが、2018年4月10日、体調不良を訴え救急搬送され、多臓器不全のため死去した。

## 戦績

### キックボクシング
| 勝敗 | 対戦相手                           | 試合結果              | 大会名 | 開催年月日     |
| ○    | コンボイ山下                       | 3R 0分50秒 KO         | 山木ジムOB会 "山木ジム21周年記念興業 山木祭り"                                                             | 2006年6月10日  |
| ×    | ヌンポントーン・バンコクストア     | 5R終了 判定2-0        | MA日本キックボクシング連盟 「第2回 梶原一騎杯'99 キック ガッツ」                                           | 1999年5月14日  |
| ○    | 永田健一                           | 1R 2:07 KO            | MA日本キックボクシング連盟                                                                                 | 1999年4月24日  |
| ○    | ソルジャー緒方                     | 5R終了 判定3-0        | MA日本キックボクシング連盟                                                                                 | 1999年2月21日  |
| ○    | ヌンポントーン・バンコクストア     | 5R終了 判定2-0        | シュートボクシング 「GROUND ZERO TOKYO」                                                                   | 1998年11月14日 |
| ○    | 大石亨                             | 2R 1:14 KO            | MA日本キックボクシング連盟「キック・ガッツ梶原一騎杯」                                                     | 1998年7月17日  |
| ×    | 金泰泳                             | 判定                  | MA日本キックボクシング連盟「最強へのバトル」                                                               | 1998年3月14日  |
| ×    | 金泰泳                             | 5R終了 判定3-0        | K-1 GRAND PRIX '97 【特別試合】                                                                            | 1997年11月9日  |
| ○    | ソルジャー緒方                     |                       | MA日本キックボクシング連盟「THE SUPREME of KICKBOXING '97」                                                | 1997年3月29日  |
| ○    | ケビン・ニックス                   | 4R 1:10 KO            | MA日本キックボクシング連盟「ワールド・チャンピオン・カーニバル パート3」 【UKF世界ミドル級タイトルマッチ】 | 1996年9月23日  |
| ×    | モハメド・オワリ                   | 2R 0:24 KO            | SHOOT BOXING WORLD TOURNAMENT S-cup '97 1回戦                                                              | 1996年7月14日  |
| △    | 吉鷹弘                             | 5R終了 判定1-1 ドロー | MA日本キックボクシング連盟「チャンピオン・カーニバル パート2」                                             | 1996年6月2日   |
| ○    | サジットカーン・ギァットパーターン | 5R KO                 | 世界ムエタイ評議会国際試合 ルンピニースタジアム                                                            | 1995年10月15日 |
| ○    | ジョンブン・チョーワイクン         | 4R 0:39 KO            | MA日本キックボクシング連盟                                                                                 | 1995年10月15日 |
| ×    | ラモン・デッカー                   | 1R 0:39 KO            | MA日本キックボクシング連盟 「港山木ジム10周年記念興行」                                                    | 1995年6月2日   |
| △    | ノックウィー・デービー             | 5R終了 判定0-1 ドロー | Kリーグ オープニング・ファイト“見参”                                                                       | 1995年3月25日  |
| ○    | オーランド・ウィット               | 5R終了 判定3-0        | K-1LEGEND 乱                                                                                               | 1994年12月10日 |
| ×    | マンソン・ギブソン                 | 3R 2:34 KO            | UKF アメリア・オクラホマ州タルサ 【UKF世界スーパーミドル級タイトルマッチ】                                 | 1994年6月10日  |
| △    | 吉鷹弘                             | 3分5R 判定ドロー      | MA日本キックボクシング連盟                                                                                 | 1993年3月20日  |
| ×    | マンソン・ギブソン                 | 3分5R 判定            | MA日本キックボクシング連盟                                                                                 | 1993年1月30日  |
| ○    | シンペット・ルーランシー           | 2R 2:11 KO            | 梶原一騎追悼'90格闘技の祭典                                                                                | 1992年7月6日   |
| ○    | 村上竜司                           | 3分5R 判定            | MA日本キックボクシング連盟 「港山木ジム7周年記念興行」                                                     | 1992年5月23日  |
| ○    | 田中悟                             | 4R 1:45 TKO           | MA日本キックボクシング連盟                                                                                 | 1992年3月21日  |
| ○    | 木田実                             | 1R 2:31 KO            | MA日本キックボクシング連盟 「'92激突ジム対抗戦 扇橋スポーツクラブ１周年記念興行」                          | 1992年1月18日  |

### 総合格闘技
| 総合格闘技 戦績 | 総合格闘技 戦績 | 総合格闘技 戦績 | 総合格闘技 戦績 | 総合格闘技 戦績 | 総合格闘技 戦績 | 総合格闘技 戦績 |
| --------------- | --------------- | --------------- | --------------- | --------------- | --------------- | --------------- |
| 6 試合          | (T)KO           | 一本            | 判定            | その他          | 引き分け        | 無効試合        |
| 0 勝            | 0               | 0               | 0               | 0               | 0               | 0               |
| 6 敗            | 0               | 2               | 4               | 0               | 0               | 0               |

| 勝敗 | 対戦相手  | 試合結果                   | 大会名                                                                            | 開催年月日     |
| ×    | 中村K太郎 | 1R 4:03 チョークスリーパー | DEMOLITION 050828                                                                 | 2005年8月28日  |
| ×    | 井上克也  | 5分2R終了 判定0-3          | DEMOLITION 031227                                                                 | 2003年12月27日 |
| ×    | 北岡悟    | 5分2R終了 判定2-0-1        | PANCRASE 2002 SPIRIT TOUR                                                         | 2002年10月29日 |
| ×    | 熊谷真尚  | 10分1R終了 判定0-3         | パルテノン PREMIUM CHALLENGE                                                      | 2002年3月25日  |
| ×    | 伊藤崇文  | 5分2R終了 判定0-3          | PANCRASE 2002 SPIRIT TOUR 【パンクラス初代ウェルター級王者決定トーナメント1回戦】 | 2002年3月25日  |
| ×    | 平直行    | 1R 4:37 腕ひしぎ脚固め     | リングス BATTLE GENESIS Vol.7                                                     | 2001年3月20日  |